# Karl Kailer von Kaltenfels
Karl Kailer von Kaltenfels (ur. 1862 w Puli, zm. 28 kwietnia 1917 w Wiedniu) – oficer Kaiserliche und Königliche Kriegsmarine w stopniu wiceadmirała, szef Departamentu Marynarki w Ministerstwie Wojny.

## Życiorys
Do Cesarsko-Królewskiej Marynarki Wojennej wstąpił w 1880 roku. Po ukończeniu adademii marynarki w Rijece w 1884 roku w stopniu podporucnika marynarki (niem. Linienschiffsfähnrich). W 1891 roku, już jako kapitan marynarki (niem. Linienschiffsleutnant) został przydzielony na stanowisko wykładowcy do akademii marynarki. Prowadził zajęcia z organizacji C. K. Marynarki i Armii. Następnie otrzymał dowództwo torpedowca SMS "Star" i uczestniczył w blokadzie Krety podczas powstania kreteńskiego. W 1900 roku został przydzielony do Eskadry Azjatyckiej i jako adiutant admirała Rudolfa Montecuccoli brał udział w tłumieniu powstania bokserów w Chinach przez mocarstwa europejskie. Po powrocie z Azji już w stopniu komandora podporucznika (niem. Korvettenkapitän), został w 1903 roku szefem sztabu pancernika obrony wybrzeża SMS "Wien". W trakcie kryzysu bośniackiego został awansowany do stopnia komandora porucznika (niem. Fregattenkapitän) i  w 1908 roku tymczasowo objął dowództwo eskadry. W 1910 roku, już jako komandor (niem. Linienschiffskapitän) rozpoczął służbę w Biurze Operacyjnym Departamentu Marynarki Wojennej w Ministerstwie Wojny, a w 1911 roku został jego szefem. Był zdecydowanym orędownikiem wprowadzenia we flocie radiotelegrafu. W 1913 roku objął dowództwo 4 Dywizji Ciężkiej, jednak stanowisko to piastował jedynie rok, gdyż w momencie wybuchu I wojna światowa został zastępcą dowódcy C. K. Kriegsmarine adm. Antona Hausa, w stopniu wiceadmirała. W 1917 roku po śmierci wielkiego admirała Hausa objął funkcję Szefa Departamentu Marynarki w Ministerstwie Wojny. Zmarł niecałe trzy miesiące późnej. 

## Odznaczenia
Odznaczenia adm. von Kaltenfelsa to między innymi:
- Krzyż Zasługi Wojskowej II klasy z dekoracją wojenną
- Kawaler Orderu Leopolda
- Kawaler Orderu Korony Żelaznej III klasy
- Krzyż Zasługi Wojskowej III klasy
- Brązowy Medal Zasługi Wojskowej na czerwonej wstędze
- Medal Wojenny
- Odznaka za Służbę Wojskową II klasy
- Medal Jubileuszowy Pamiątkowy dla Sił Zbrojnych i Żandarmerii
- Krzyż Jubileuszowy Wojskowy
- Krzyż Pamiątkowy Mobilizacji 1912–1913